# 방재훈
방재훈(1975년 3월 3일~) 은 KBO 리그의 전 외야수이다.1군 경기 없이 은퇴하여 현재 부산사회인야구선수로 활동 중이다. 

## 출신학교
- 천안북일고등학교
- 경성대학교 (1994학번)

## 등번호
- 48번